# イブン・マンズール

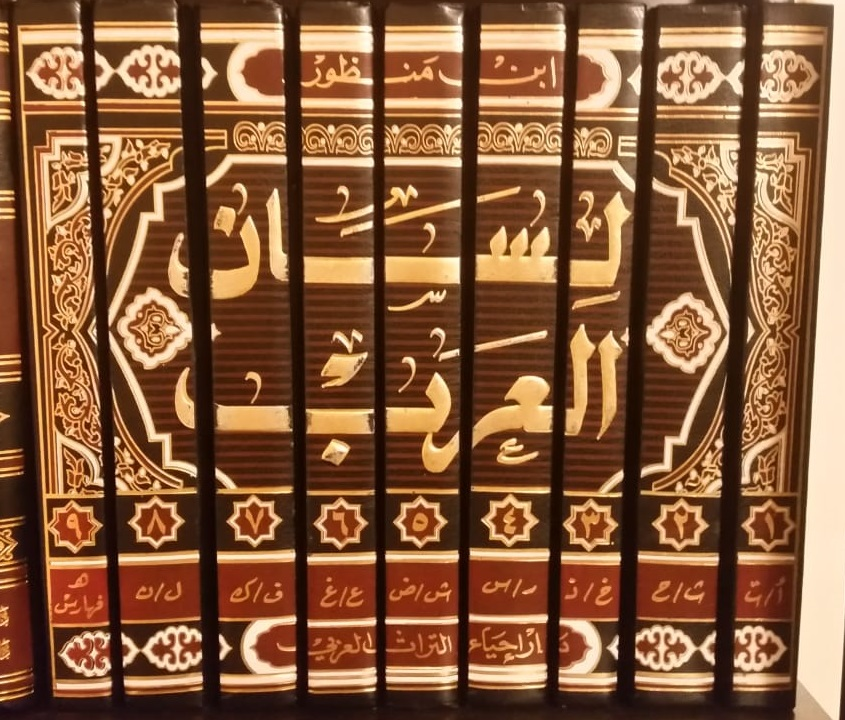
イブン・マンズール編『アラビア語大辞典』

イブン・マンズール（アラビア語: ابن منظور, ラテン文字転写: Ibn Manẓūr、1233年 - 1311年または1312年）は、『アラビア語大辞典』（原題: アラビア語: لسان العرب, ラテン文字転写: Lisan al-ʿArab, アラブの言葉）という大部のアラビア語辞典を編纂したことで知られる北アフリカの辞書編纂者。
イブン・マンズールが編纂した『アラビア語大辞典』はアラブ世界が生んだ最大の古典辞書で、1290年に完成したと言われ、現代でも広く使われている。

## 生涯
イブン・マンズールの伝記的情報の情報源に関しては、Lisan al-ʿArab の1955年ベイルート新版刊本の序文が詳しい。伝わっている名前にはいくつかのバージョンがあるが、一例では、Muḫammad b. Mukarram b. ʿAlī Riḍwān b. Aḫmad b. Abī Qāsim b. Ḫuqba b. Manẓūr al-Ansārī al-Ifrīqī al-Miṣrī, Jamāl al-Dīn Abū al-Faḍl という。イフリーキヤ（現在のチュニス）生まれ。シーア派であったが、頑迷なタイプではなかった。何人かのマムルークのスルターンの下で官僚として働き、トリポリの町のカーディー（裁判官）を務めたあと、カイロで晩年を過ごした。忙しい役所勤めの傍らで執筆したにもかかわらず、自筆の冊子で数えて500巻にも及ぶ膨大な著作が残されている。目を悪くして晩年は盲目であった。